# 強納森·羅斯秀
《強納森·羅斯秀》（英語：The Jonathan Ross Show）是英國的一個電視脫口秀節目，主持人是強納森·羅斯。強納森·羅斯秀於2011年9月3日在ITV首播，其前身節目是 BBC One的《強納森·羅斯的週五夜》（Friday Night with Jonathan Ross）。除了英國之外，強納森·羅斯秀還有在澳大利亞、紐西蘭、瑞典、愛爾蘭、美國播出。

## 外部連結
- itv.com上《The Jonathan Ross Show 》的資料
- The Jonathan Ross Show的Facebook專頁
- YouTube上的The Jonathan Ross Show頻道
- 英国喜剧向导网站上的《強納森·羅斯秀》（英文）
- 互联网电影数据库（IMDb）上《The Jonathan Ross Show》的资料（英文）